# Санта Марија Асунта (Терамо)
Санта Марија Асунта (итал. Santa Maria Assunta) је насеље у Италији у округу Терамо, региону Абруцо.
Према процени из 2011. у насељу је живело 65 становника. Насеље се налази на надморској висини од 196 м.